# Divertimento (Poot)
Divertimento is een compositie voor harmonieorkest of fanfareorkest van de Belgische componist en lid van de componisten groep De Synthetisten Marcel Poot uit 1965.